# Pommard
Pommard település Franciaországban, Côte-d’Or megyében. Lakosainak száma 444 fő (2022. január 1.). Pommard Bouze-lès-Beaune, Beaune, Bligny-lès-Beaune, Nantoux és Volnay községekkel határos.

## Népesség
A település népességének változása:
| Lakosok száma | 840  | 606  | 552  | 552  | 519  | 518  | 500  | 454  | 449  | 444  |
|               | 1968 | 1982 | 1990 | 2006 | 2013 | 2015 | 2017 | 2019 | 2020 | 2022 |